# Boldvai László
Boldvai László (Salgótarján, 1960. december 23. –) magyar politikus, országgyűlési képviselő (MSZP). 2016-ban felfüggesztette párttagságát.

## Családja
1985-ben kötött házasságot. Felesége, Konti Csilla, a salgótarjáni Bolyai János Gimnázium matematika-fizika szakos középiskolai tanára. Két gyermekük Bence (1989) és Kristóf (1993).

## Életútja
Édesapja, Boldvai László (1937) raktáros és munkaügyi vezető volt a Salgótarjáni Kohászati Üzemeknél. Édesanyja, Fehér Mária (1938) műszaki előadó volt. Boldvai László az általános és a középiskolai tanulmányait  Salgótarjánban végezte. A Bolyai János Gimnáziumban érettségizett 1979-ben. Szegeden teljesítette kötelező sorkatonai szolgálatát 1979 - 1980-ban. A  berlini közgazdasági egyetemen 1985-ben szerzett külkereskedelmi közgazdász oklevelet. Ezután  a Salgótarjáni Kohászati Üzemeknél dolgozott külkereskedelmi beosztásban.

### Politikai pályafutása
A politikai pályafutását a KISZ-ben kezdte; gimnáziumi KISZ-titkára volt. 1981-ben az NDK-ban tanuló magyar diákok KISZ-vezetőjévé választották. 1985-ben Salgótarján városi KISZ-titkára lett, majd 1987-ben a KISZ Nógrád megyei első titkárává választották. 1979 óta tagja volt a Magyar Szocialista Munkáspártnak. 1989. október 9-e óta  a Magyar Szocialista Párt tagja. 1989-től 1995-ig az MSZP Nógrád megyei elnöke, 1992-től országos ügyvivője, 1994 októberétől az MSZP kincstárnoka. Az 1990.
évi országgyűlési választásokon az MSZP országos listájának 61. helyén szerepelt. Az 1994. évi országgyűlési választásokon mandátumát Nógrád megye 1. sz., Salgótarján
központú választókerületében szerezte, úgy, hogy a második fordulóban három jelölt közül abszolút többséget szerzett. Az Országgyűlésben a költségvetési és pénzügyi állandó bizottságban dolgozott, 1995. február 15-ig a bizottság alelnökeként. Tagja volt az Európai Unióhoz való csatlakozással foglalkozó albizottságnak. Az MSZP-
frakcióban a költségvetési, pénzügyi és számvevőszéki munkacsoport helyettes vezetője volt.
A Tocsik-ügyben az Ügyészség Boldvai Lászlót is megvádolta, mégpedig befolyással üzérkedéssel.
2016 áprilisában felfüggesztette párttagságát, miután neve is felmerült az off shore-botrányba keveredett politikusok között.

## Díjai, elismerései
- Kiváló Ifjúsági Vezető (1979),
- KISZ Érdemérem (1984)